# Anda (bloedbroeder)
Een anda was een bloedbroeder in de traditionele Mongoolse cultuur ten tijde van Genghis Khan. 
Aangezien een Mongoolse nomadische clan traditioneel enkel familiebanden als een garantie voor veiligheid en vriendschap zag, was het voor mensen die geen familie van elkaar waren onmogelijk elkaar hun totale goeder trouw te bewijzen. Een oplossing hiervoor was het andaschap. Een anda gold als een familielid en als zodanig kon men zeker zijn van elkaar trouw. Ook de anda's van familieleden werden gezien als anda's. 
Het ritueel van het andaschap werd voltrokken door het eten van het voedsel dat niet verteerd mag worden, ofwel het drinken van elkaars bloed. Bloed was in de Mongoolse cultuur heilig en gold als een huis van de ziel. Men at als het ware elkaars ziel op. Voorbeelden van bloedbroeders waren Genghis Khan en Jamuka, Alexander Nevski en Sartaq en ook Ong Khan en Yesükhei. 